# Воробьёв, Николай Елизарович
Николай Елизарович Воробьёв (1923 ― 2016) ― советский нейрохирург, доктор медицинских наук, профессор Смоленского государственного медицинского института.

## Биография
Николай Елизарович Воробьёв родился 26 апреля 1923 года в деревне Солининово (ныне — Рославльский район Смоленской области). Окончил среднюю школу. В 1941 году Воробьёв был призван на службу в Рабоче-Крестьянскую Красную Армию. Участвовал в боях Великой Отечественной войны в составе 559-го стрелкового полка 191-й стрелковой дивизии. После её окончания был демобилизован в звании старшины.
В 1950 году Воробьёв окончил Смоленский государственный медицинский институт, в 1955 году — ординатуру Ленинградского научно-исследовательского института нейрохирургии имени А. Л. Поленова. Среди его учителей — академики Н. П. Бехтерева и А. В. Лебединский, профессора И. С. Бабчин и А. В. Бондарчук. С 1955 года работал в Смоленском государственном медицинском институте, сначала в клинике факультетской хирургии, затем в клинике нервных болезней. Прошёл путь от ассистента до профессора кафедры. Под его руководством было создано нейрохирургическое отделение, в дальнейшем преобразованное в клиническую базу кафедры нервных болезней.
Активно занимался научно-исследовательской работой, исследовал возможности хирургического лечения опухолей спинного и головного мозга, черепно-мозговых травм. В 1962 году Воробьёв защитил диссертацию на соискание учёной степени кандидата медицинских наук, в 1989 году стал доктором медицинских наук, защитив диссертацию по теме: «Стереотаксическая хирургия в лечении гиперкинезов у детей». В общей сложности он опубликовал 60 научных работ и запатентовал 3 изобретений. В 1992 году стал профессором кафедры нервных болезней Смоленского государственного медицинского института.
Выйдя на пенсию, проживал в Смоленске. Умер 9 января 2016 года, похоронен на Братском кладбище Смоленска.
Был награждён орденом Отечественной войны 2-й степени и рядом медалей.